# Monestir de Sant Ruf
El Monestir de Sant Ruf, o Sant Ruf de Lleida, són unes restes monumentals de la partida de la La Plana del Bisbe, a Lleida, el Segrià, protegides com a Bé Cultural d'Interès Nacional.

Els elements més ben conservats que en resten són dos dels tres absis que devia tenir la capçalera: el central, amb tres finestres d'esqueixada doble i d'arc de mig punt, i el de la banda de l'epístola, de menors dimensions i amb una sola finestra. Aquest darrer absis comunica amb l'únic braç conservat del transsepte. L'altre absis s'obre, mitjançant un arc apuntat al damunt de columnes de doble traçat i capitells llisos, a l'espai de la nau, on s'endevina l'arrencada d'una volta de creueria.

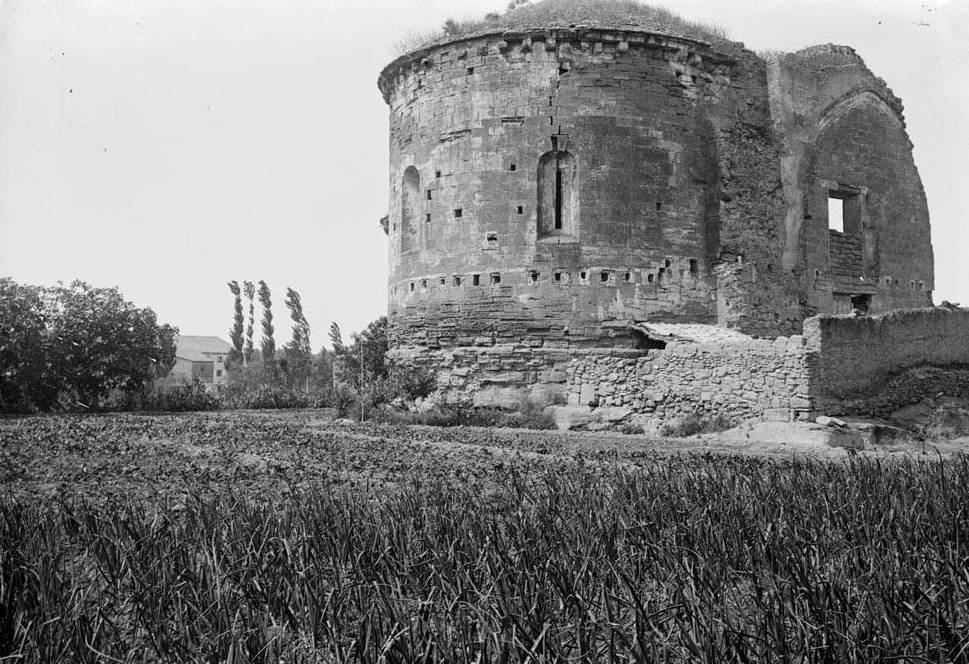
Restes de l'església de Sant Ruf (imatge d'entre 1880 i 1926)

 D'aquests elements arquitectònics hom en podria deduir que el projecte d'aquesta capçalera es devia completar amb un tercer absis, la conclusió del transsepte i una nau única, conformant així una planta de creu llatina. Ara bé, les restes que es coneixen fan pensar que el projecte devia restar incomplet. Així, el mur que, a la banda oposada als absis, clou el braç conservat del transsepte, amb una finestra d'arc de mig punt i un contrafort, continua fins a cloure el presbiteri i pot haver constituït una solució provisional destinada a cloure l'espai per tal d'habitar-lo. Avalen aquesta hipòtesi la presència de vestigis de la nau interrompuda adossats a aquest mur i les dovelles d'una porta tapiada que podria haver estat l'accés a la reduïda edificació

## Història
Tot i que, segons les referències documentals que es conserven, cal datar la fundació del monestir de Sant Ruf a mitjan segle xii, les restes que n'han perviscut remeten a una cronologia més avançada, probablement ja al segle xiii. La primera notícia que en coneixem és la donació del lloc l'any 1152 per part de Ramon Berenguer IV a l'abadia de Sant Ruf de Provença. L'any 1156 el capítol i el bisbe de Lleida confirmen el primer prior de la comunitat lleidatana i l'autoritzen a bastir l'església, sembla que en el lloc d'una antiga mesquita
Segons la tradició, la comunitat s'extingí a causa de la Pesta Negra (1348), si bé documentalment no és fins a 1418 quan consta que, per mort del darrer canonge, el monestir restà desocupat i consegüentment queda incorporat al bisbat de Lleida. Després d'un intent fallit d'establir-hi cartoixans a la fi del segle xvi, el lloc pervisqué un temps com a santuari i lloc de devoció popular fins que, aprofitant-ne les runes, s'hi bastí una masia.